# John G. Sargent

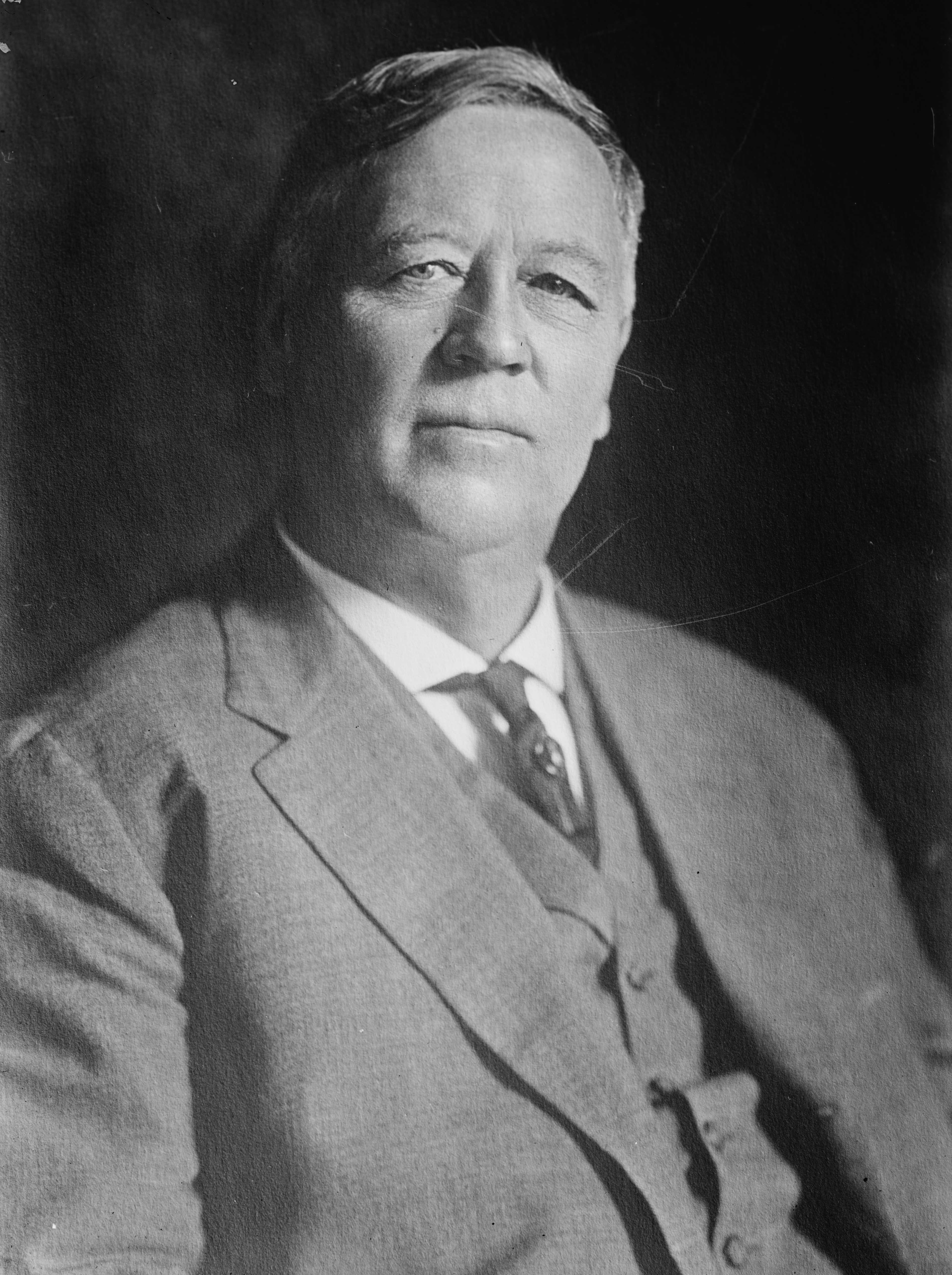
John G. Sargent

John Garibaldi Sargent (* 12. Oktober 1860 in Ludlow, Vermont; † 5. März 1939 ebenda) war ein US-amerikanischer Jurist und Politiker. Unter Präsident Calvin Coolidge amtierte er als Justizminister (Attorney General).

## Studium und berufliche Laufbahn
Sargent, ein Anhänger des Unitarismus, absolvierte zunächst ein allgemein bildendes Studium am Tufts College in Medford, welches er 1887 mit einem Bachelor of Arts (B.A.) beendete. Im Anschluss daran studierte er Rechtswissenschaften und schloss dieses Studium 1890 mit einem Bachelor of Laws (LL.B.) ab.
Nach einer einjährigen Tätigkeit als zugelassener Rechtsanwalt in der Kanzlei Stickney, Sargent & Skeels war er von 1891 bis 1900 Bezirksstaatsanwalt im Windsor County. 1912 erwarb er von seiner Alma Mater den akademischen Grad eines Master of Arts (M.A.). Zwischen seinen politischen Tätigkeiten war er wieder als Rechtsanwalt tätig. Daneben war er zeitweise Mitglied des Treuhändergremiums (Trustee) der Black River Academy.

## Politische Laufbahn

### Ämter im Bundesstaat Vermont
Sargent begann seine politische Laufbahn als Attorney General des Bundesstaates Vermont von 1900 bis 1902. In dieser Zeit war er zugleich Sekretär (Minister) für zivile und militärische Angelegenheiten der Staatsregierung. Von 1908 bis 1912 war er erneut Generalstaatsanwalt von Vermont. In späteren Jahren war er ferner Vorsitzender der Kommission zur Vereinheitlichung der Staatsgesetze.

### Justizminister unter Präsident Coolidge
Als Anhänger der Republikanischen Partei unterstützte er 1920 und 1924 die erfolgreichen Präsidentschaftskandidaturen von Warren G. Harding und Calvin Coolidge.
Am 17. März 1925 ernannte ihn Präsident Coolidge, der wie er aus Vermont stammte und seinen Collegeabschluss ebenfalls an der Black River Academy erwarb, als Nachfolger von Harlan Fiske Stone zum Attorney General in seinem Kabinett. Sargent wurde jedoch erst nominiert, nachdem der Wunschkandidat des Präsidenten, der bisherige Botschafter in Japan, Charles B. Warren, nach den üblichen Anhörungen der Kandidaten im Senat wegen seiner Ansichten zum Kartellrechtsgesetz (Anti-Trust Laws) auf das Amt verzichtete.
Als Justizminister setzte er sich 1927 beim Präsidenten für die vorzeitige Haftentlassung des aus Jamaika stammenden Bürgerrechtlers und Gründers der UNIA-ACL, Marcus Garvey, ein, der im Juni 1923 wegen Betruges zu einer fünfjährigen Freiheitsstrafe verurteilt wurde. Dabei missbilligte er insbesondere die Methoden des Federal Bureau of Investigation (FBI), dessen Direktor J. Edgar Hoover ein Abhören Garveys angeordnet hatte.
Sargent verblieb im Amt des Justizministers bis zum Ende von Coolidges Präsidentschaft am 5. März 1929.